# Stefano Gallio
Stefano Gallio (Marostica, 16 maggio 1908 – ...) è stato un calciatore italiano, di ruolo difensore.

## Statistiche

### Presenze e reti nei club
| Stagione            | Club                | Campionato     | Campionato | Campionato |
| Stagione            | Club                | Comp           | Pres       | Reti       |
| ------------------- | ------------------- | -------------- | ---------- | ---------- |
| 1928-1929           | Pro Vercelli        | Div. Nazionale | ?          | ?          |
| 1929-1930           | Ambrosiana          | Serie A        | 1          | 0          |
| Totale Pro Vercelli | Totale Pro Vercelli |                | ?          | ?          |
| Totale Ambrosiana   | Totale Ambrosiana   |                | 1          | 0          |
| Totale carriera     | Totale carriera     |                | 1          | 0          |

## Palmarès
Campionato italiano: 1 
Inter:1929-1930